# The Babes in the Woods
The Babes in the Woods er en amerikansk stumfilm fra 1917 af Chester M. Franklin og Sidney A. Franklin.

## Medvirkende
- Francis Carpenter som Roland / Hansel
- Virginia Lee Corbin som Rose / Gretel
- Violet Radcliffe som The Robber Prince
- Carmen De Rue som The Good Fair
- Herschel Mayall som John Hamilton
- Rosita Marstini som Mrs. Hamilton
- Robert Lawler som Mason Hamilton
- Scott McKee som The Butler
- Ted Billings som The Witch
- Buddy Messinger
- Charles Gorman
- Jack R. Hall
- Gertrude Messinger
- Marie Messinger
- Raymond Lee